# Dieter Vranckx
Dieter R.F. Vranckx (1973) is een Belgisch bedrijfsleider. In 2020 was hij CEO van luchtvaartmaatschappij Brussels Airlines. In 2024 werd hij er voorzitter van de raad van bestuur.

## Biografie
Dieter Vranckx studeerde handelsingenieur in Brussel en behaalde een MBA aan de Solvay Business School.
Na zijn studies werkte hij bij luchtvaartmaatschappijen Sabena en Swissair. In 2001 ging hij aan de slag bij Swiss WorldCargo, de vrachtafdeling van de Zwitserse luchtvaartmaatschappij Swiss International Air Lines, waar hij verschillende managementfuncties bekleedde, waaronder vicepresident Azië, Midden-Oosten en Afrika. Van 2010 tot 2013 was hij regionaal directeur voor het Midden-Westen van de Verenigde Staten en Canada van Lufthansa Cargo, de vrachtafdeling van de Duitse luchtvaartmaatschappij Lufthansa. In 2013 keerde hij terug naar Swiss International Air Lines, waar hij vicevoorzitter van het directiecomité werd, om in 2016 terug naar Lufthansa Group te keren.
In 2018 werd Vranckx financieel directeur en vicevoorzitter van het directiecomité van de Belgische luchtvaartmaatschappij Brussels Airlines. In januari 2020 volgde Vranckx Christina Foerster als CEO van Brussels Airlines op.
In januari 2021 keerde hij andermaal terug naar Swiss International Air Lines, waar hij CEO werd. Bij Brussels Airlines volgde Peter Gerber hem op. In juli 2024 werd hij chief commercial officer van moederbedrijf Lufthansa. Ook werd hij in opvolging van Foerster voorzitter van de raad van bestuur van Brussels Airlines.